# Intendente de la región de Los Lagos
El intendente de la Región de Los Lagos fue la autoridad designada por el presidente de la República de Chile para ejercer el Gobierno Regional (GORE) de Los Lagos, como su representante natural e inmediato en dicho territorio. Además participaba en la administración de la región, como órgano que integraba el CORE Los Lagos.

## Historia
Se podría considerar como antecesoras del cargo de intendente regional de Los Lagos a la figura de «intendente» de las antiguas provincias de Valdivia, Osorno, Llanquihue y Chiloé. Durante el proceso de regionalización iniciado en 1974, las cuatro provincias fueron fusionadas y transformadas en la actual Región de Los Lagos. La nueva región entró en régimen el 1 de enero de 1976.
El primer intendente regional fue el general de la Fuerza Aérea de Chile Juan Soler Manfredini. Soler era intendente de la provincia de Llanquihue desde el 12 de febrero de 1974. Si bien la región empezó a operar el primer día del año 1976, Soler Manfredini asumió formalmente la intendencia de la región varios meses antes, solo con el fin de preparar y aprobar planes, programas y presupuestos que debían entrar en vigencia a contar del 1 de enero siguiente.
Una reforma constitucional del año 2017 dispuso la elección popular del órgano ejecutivo del gobierno regional, creando el cargo de gobernador regional y estableciendo una delegación presidencial regional, a cargo de un delegado presidencial regional, el cual representa al poder ejecutivo y supervisa las regiones en conjunto a los delegados presidenciales provinciales. Tras las primeras elecciones regionales en 2021, y desde que asumieron sus funciones los gobernadores regionales y delegados presidenciales regionales, el 14 de julio de 2021, el cargo de intendente desapareció en dicha fecha mencionada, siendo Carlos Geisse Mac-Evoy su  último titular.

## Intendentes de la Región de Los Lagos (1976-2021)
| Intendente/a                  | Partido                                   | Partido | Período                                          | Presidente/a            | Presidente/a      |
| ----------------------------- | ----------------------------------------- | ------- | ------------------------------------------------ | ----------------------- | ----------------- |
| Dictadura militar             |                                           |         |                                                  |                         |                   |
| Juan Soler Manfredini         |                                           | Militar | 1 de enero de 1976 - 12 de febrero de 1977       |                         | Augusto Pinochet  |
| Luis Prüssing Schwartz        |                                           | Militar | 12 de febrero de 1977 - 16 de marzo de 1977      |                         | Augusto Pinochet  |
| Enrique Ruiz Bunger           |                                           | Militar | 16 de marzo de 1977 - 24 de julio de 1978        |                         | Augusto Pinochet  |
| Luis Prüssing Schwartz        |                                           | Militar | 24 de julio de 1978 - 23 de enero de 1979        |                         | Augusto Pinochet  |
| Enrique Escobar Rodríguez     |                                           | Militar | 23 de enero de 1979 - 23 de enero de 1981        |                         | Augusto Pinochet  |
| Sergio Piñeiro Correa         |                                           | Militar | 23 de enero de 1981 - 20 de diciembre de 1983    |                         | Augusto Pinochet  |
| Jaime Lavín Fariña            |                                           | Militar | 20 de diciembre de 1983 - 6 de diciembre de 1986 |                         | Augusto Pinochet  |
| Jorge Iturriaga Moreira       |                                           | Militar | 6 de diciembre de 1986 - 12 de diciembre de 1988 |                         | Augusto Pinochet  |
| Enrique Larre Asenjo          |                                           | Ind.    | 12 de diciembre de 1988 - 10 de marzo de 1989    |                         | Augusto Pinochet  |
| Julio Maiers Pardo            |                                           | Ind.    | 10 de marzo de 1989 - 10 de marzo de 1990        |                         | Augusto Pinochet  |
| Retorno a la democracia       |                                           |         |                                                  |                         |                   |
| Rabindranath Quinteros Lara   |                                           | PS      | 11 de marzo de 1990 - 11 de marzo de 1994        |                         | Patricio Aylwin   |
| Rabindranath Quinteros Lara   | 11 de marzo de 1994 - 11 de marzo de 2000 | PS      |                                                  | Eduardo Frei Ruiz-Tagle |                   |
| Iván Navarro Abarzúa          |                                           | PDC     | 11 de marzo de 2000 - 20 de junio de 2001        |                         | Ricardo Lagos     |
| Carlos Tudela Aroca           |                                           | PDC     | 27 de enero de 2001 - 2 de enero de 2002         |                         | Ricardo Lagos     |
| Patricio Vallespín López      |                                           | PDC     | 2 de enero de 2002 - 7 de diciembre de 2004      |                         | Ricardo Lagos     |
| Jorge Vives Dibarrat          |                                           | PDC     | 17 de diciembre de 2004 - 11 de marzo de 2006    |                         | Ricardo Lagos     |
| Jaime Bertin Valenzuela       |                                           | PDC     | 11 de marzo de 2006 - 4 de enero de 2008         |                         | Michelle Bachelet |
| Sergio Galilea Ocón           |                                           | PPD     | 4 de enero de 2008 - 11 de marzo de 2010         |                         | Michelle Bachelet |
| Juan Sebastián Montes Porcile |                                           | Ind.    | 11 de marzo de 2010 - 15 de noviembre de 2012    |                         | Sebastián Piñera  |
| Jaime Brahm Barril            |                                           | RN      | 15 de noviembre de 2012 - 11 de marzo de 2014    |                         | Sebastián Piñera  |
| Nofal Abud Maeztu             |                                           | PPD     | 11 de marzo de 2014 - 13 de julio de 2015        |                         | Michelle Bachelet |
| Nelson Bustos Arancibia       |                                           | PPD     | 13 de julio de 2015 - 15 de julio de 2015        |                         | Michelle Bachelet |
| Leonardo de La Prida Sanhueza |                                           | PPD     | 25 de agosto de 2015 - 11 de marzo de 2018       |                         | Michelle Bachelet |
| Harry Jürgensen Caesar        |                                           | RN      | 11 de marzo de 2018 - 11 de enero de 2021        |                         | Sebastián Piñera  |
| Carlos Geisse Mac-Evoy        |                                           | RN      | 13 de enero de 2021 - 14 de julio de 2021        |                         | Sebastián Piñera  |